# Пінчук Микола Олексійович
Микола Олексійович Пінчук (нар. 22 травня 1953) — український футболіст, нападник.

## Життєпис
З 1971 по 1975 рік виступав за молодіжний склад київського «Динамо». У турнірах дублюючих складів забив 22 голи. За основний склад киян провів один матч у кубку-74. 1976 року захищав кольори команди першої ліги — сімферопольської «Таврії» (13 поєдинків, 3 забитих м'ячі).
У середині сезону перейшов до київського СКА. За команду зі столиці України грав протягом п'яти сезонів. Чемпіон УРСР 1980 року. Найкращий бомбардир першості 1977 року — 20 голів (разом з Сергієм Шмундяком із львівського СКА).
1981 року перейшов до нікопольського «Колоса». За два сезони в першій лізі провів 23 матчі, 3 забитих м'ячі. У складі «Динамо» (Біла Церква) провів одну гру в 1989 році.

## Досягнення
- Чемпіон УРСР (1): 1980
- Срібний призер (2): 1977, 1979
- Бронзовий призер (1): 1978
- Найкращий бомбардир другої ліги (1): 1977 (20 голів)

## Статистика
| Сезон | Команда                | Ліга | Ігри | Голи |
| ----- | ---------------------- | ---- | ---- | ---- |
| 1976  | «Таврія» (Сімферополь) | D2   | 13   | 3    |
| 1976  | СКА (Київ)             | D3   |      | 3    |
| 1977  | СКА (Київ)             | D3   |      | 20   |
| 1978  | СКА (Київ)             | D3   | 34   | 16   |
| 1979  | СКА (Київ)             | D3   | 45   | 16   |
| 1980  | СКА (Київ)             | D3   |      | 20   |
| 1981  | «Колос» (Нікополь)     | D2   | 12   | 3    |
| 1982  | «Колос» (Нікополь)     | D2   | 11   | 0    |
| 1989  | «Динамо» (Біла Церква) | D3   | 1    | 0    |